# Oliver Stone
William Oliver Stone (New York, 15 settembre 1946) è un regista, sceneggiatore e produttore cinematografico statunitense.
Ha diretto più di venti pellicole, tra le quali le più note sono Platoon, Wall Street, Nato il quattro luglio, JFK - Un caso ancora aperto, Assassini nati - Natural Born Killers, Gli intrighi del potere - Nixon, Alexander, The Doors e Ogni maledetta domenica - Any Given Sunday.
Ha vinto due volte l'Oscar al miglior regista per Platoon e Nato il quattro luglio e una volta l'Oscar alla miglior sceneggiatura non originale per Fuga di mezzanotte. Inoltre, ha vinto quattro Golden Globe, l'Orso d'argento per il miglior regista al Festival internazionale del cinema di Berlino, il Leone d'argento - Gran premio della giuria alla Mostra internazionale d'arte cinematografica di Venezia, due Directors Guild of America Award, un Premio BAFTA e due Independent Spirit Awards.

## Biografia

### Primi anni
Stone nasce a New York il 15 settembre del 1946, figlio di Louis Stone (nato Louis Silverstein), un agente di cambio statunitense di origine e di fede ebraica non devota, e di Jacqueline Goddet, una casalinga francese di religione cattolica ma non praticante. I suoi genitori si erano conosciuti durante la seconda guerra mondiale, quando il padre stava combattendo in Francia al fianco delle truppe alleate. Stone fu educato dalla Chiesa episcopale americana e aveva studiato alla New York Trinity School, prima che i suoi genitori lo rimandassero al The Hill School di Pottstown, in Pennsylvania.
Nel 1962 i suoi genitori divorziarono mentre Stone era a scuola, evento che ha segnato profondamente la vita del futuro regista dato che è figlio unico. Dopo il diploma nel 1964, Stone ha svolto vari lavori, tra i quali quelli di insegnante di una scuola cattolica in Vietnam e marinaio mercantile.
Nell'aprile 1967, all'età di 20 anni, si arruola volontario nell'Esercito degli Stati Uniti, dove trascorre un duro addestramento di fanteria presso Fort Jackson, nella Carolina del Sud. Dal settembre 1967 al novembre 1968, con il grado di soldato semplice, ha servito in Vietnam durante la guerra nella 25ª Divisione di Fanteria e poi nella 1ª Divisione di Cavalleria, ed è rimasto ferito due volte in combattimento. Nel corso della guerra venne decorato con la Bronze Star Medal al valore e con la Purple Heart. È stato anche decorato con la Air Medal per aver partecipato a 25 assalti con gli elicotteri, e con la Army Commendation Medal. In un'occasione è stato arrestato e imprigionato in Messico per possesso e consumo di marijuana.
Tornato in patria, nel 1971, si laurea alla New York University Film School, dove, tra i suoi insegnanti, risalta la figura dello storico regista Martin Scorsese. Dopo la laurea ha svolto, prima di dedicarsi alla carriera cinematografica, altri lavori come tassista e corriere per sopravvivere e riprendersi dopo la sua terribile esperienza in Vietnam.
Il suo esordio come regista avvenne nel 1973 nel cortometraggio Last Year in Viet Nam, un film-documentario sperimentale che ricevette riscontri positivi. Il primo film fu La regina del male, prodotto l'anno seguente, che passò inosservato sia dal punto di vista della critica che del pubblico. Quattro anni dopo, nel 1978, ottenne il primo successo della sua carriera scrivendo la sceneggiatura di Fuga di mezzanotte, aggiudicandosi l'Oscar alla miglior sceneggiatura non originale.

### Anni ottanta

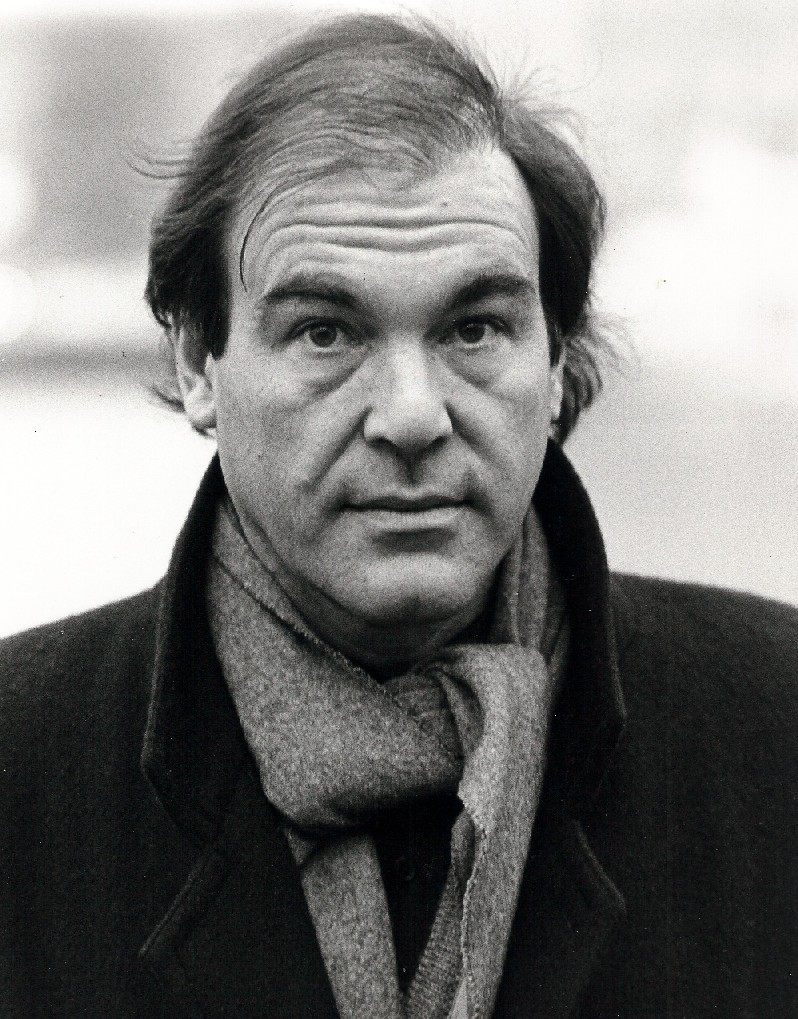
Oliver Stone nel 1987

Nonostante l'insuccesso di La regina del male  nel 1981, Stone realizza la sua seconda pellicola intitolata La mano, con l'attore Michael Caine: il film è un horror che passerà completamente inosservato e non riscuoterà nessun successo, né di critica né di pubblico.
Dopo La mano riceve l'incarico da parte del regista Brian De Palma di lavorare sulla sceneggiatura del suo prossimo lavoro, il gangster-movie Scarface. Il film con Al Pacino non solo ebbe un grande successo, ma divenne un vero e proprio cult del suo genere. D'altro canto è noto che Stone lavorò alla sceneggiatura anche come terapia contro la sua dipendenza dalla cocaina.
Nel 1986 tenta nuovamente di decollare come regista dirigendo Salvador, ottenendo il primo successo anche in questa veste. La pellicola narra di un giornalista cinico e opportunista (interpretato da James Woods) che vuole fare un servizio sulle atrocità della guerra civile di El Salvador. Il film ottiene un incasso mediocre ma viene acclamato dalla critica e riceve diversi premi e nomination. Con questa pellicola Stone inizierà a costruire la sua fama di regista "polemico" e a esprimere il suo totale rifiuto della guerra.
Lo stesso anno esce Platoon, dove le vicende narrate sono le reali esperienze vissute dal regista statunitense in Vietnam durante la guerra: egli infatti inizia la scrittura del copione non molto tempo dopo essere rientrato dal Vietnam nel 1968. Inizialmente Hollywood rifiuta la sceneggiatura, a maggior ragione poiché proviene da un regista sconosciuto, ma in seguito al successo personale Stone riesce a realizzare il film. Dopo 54 giorni di riprese il film esce nelle sale ottenendo un ottimo riscontro di critica e di pubblico. La pellicola vince inoltre 4 premi Oscar (Miglior Film, Miglior Regia, Miglior Montaggio e Miglior Sonoro) oltre che tre Golden Globe. Nel momento in cui Stone fece uscire Platoon il regista Stanley Kubrick fu costretto a rinviare di un anno l'uscita del suo film sul Vietnam ovvero Full Metal Jacket, perché la pellicola di Stone ebbe molti giudizi positivi e diventò un film pluripremiato. Il film di Kubrick non sarebbe stato quindi una novità.
Dopo il successo di Platoon, Oliver Stone inizia a lavorare al film Wall Street  in cui chiamerà, nei panni di protagonisti, gli attori Michael Douglas e Charlie Sheen (già protagonista nel precedente lavoro del regista). Stone stava pensando a un film sulla Borsa già dal 1985, anno in cui morì, a 75 anni, suo padre Louis Stone, che era stato un agente della borsa fin dai tempi della grande depressione (il film è infatti dedicato al padre). A proposito di questo fatto, il regista ammise che il suo futuro avrebbe potuto essere la carriera finanziaria (per seguire le orme del padre) se non fosse stato così "negato" e disinteressato alla matematica. Quando la sceneggiatura era agli inizi della stesura, Stone aveva creato, come protagonista, la figura di un giovane agente di borsa ebreo ma decise quasi subito di riscrivere tutto per evitare commenti negativi da parte della comunità ebraica che avrebbe potuto fraintendere il lavoro del regista statunitense, attaccandolo e criticandolo pesantemente.
Il film, una volta uscito, raccoglierà giudizi decisamente positivi, sia da parte della critica che del pubblico: inoltre, l'impeccabile interpretazione di Douglas dell'avido personaggio Gekko gli varrà, come miglior attore, il Premio Oscar, il Golden Globe, il David di Donatello e il Nastro d'argento. I vari monologhi sull'avidità, presenti nella sceneggiatura di Stone e che lo stesso regista volle mettere in particolare evidenza, esprimono al meglio i connotati del personaggio di Gekko (ispirato principalmente a Ivan Boesky e in parte a Carl Icahn) e di una certa America, ovvero quella reaganiana. Conclusa la realizzazione del film, la sua durata - di ben 160 minuti - fu drasticamente ridotta a 125 minuti in seguito all'eliminazione di parecchie scene.
Dopo il successo di Platoon e Wall Street, Stone dirige Talk Radio che tuttavia si discosta parecchio dalla sua produzione abituale, e per questo non ottiene lo stesso riscontro di critica e pubblico dei precedenti lavori.
Al termine decide di fare un secondo film sulla guerra del Vietnam. Questa volta però scrive la sceneggiatura del film che ha in mente basandosi su Nato il quattro luglio, biografia del veterano di guerra Ron Kovic, volontario in Vietnam e rimasto paralizzato in sedia rotelle dopo essere stato ferito alla spina dorsale durante una battaglia. Una volta ultimato, il film sarà un vero e proprio manifesto del periodo dell'attivismo pacifista di Ron Kovic e alla sua uscita viene dedicato alla memoria dell'attivista politico Abbie Hoffman. Come i precedenti Platoon e Wall Street, Nato il quattro luglio avrà molte critiche positive sia dalla critica che dal pubblico e risulterà l'ennesimo film pluripremiato di Stone con due oscar su otto nomination. Durante la cerimonia di premiazione Stone otterrà il suo secondo Oscar come miglior regista, oltre che 4 Golden Globe.

### Anni novanta

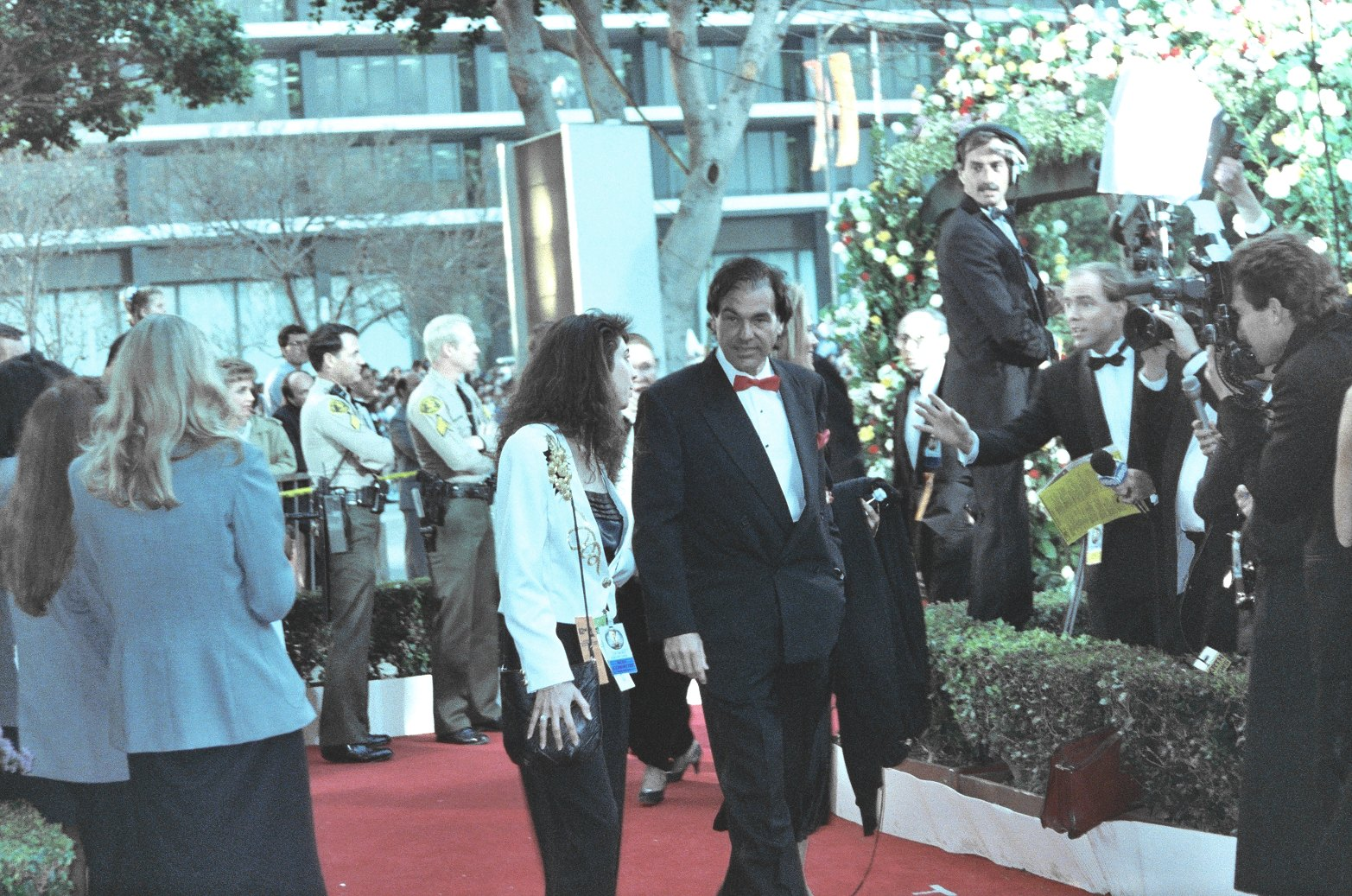
Oliver Stone alla cerimonia degli Oscar nel 1990

Stone inizia il decennio dirigendo The Doors, pellicola biografica sulla vita di Jim Morrison. La critica tuttavia accoglie molto freddamente il film definendolo troppo "di parte". Anche i fan del cantante criticano l'opera per il modo in cui essa mette in scena la vita del loro beniamino.
Nel 1991 uscì anche il primo film della famosa trilogia dei Presidenti Americani ideata da Stone ovvero JFK - Un caso ancora aperto, in questa opera Stone ripercorre la vicenda umana e professionale di Jim Garrison, procuratore distrettuale di New Orleans, che dedicò gran parte della sua vita in cerca della verità sull'assassinio di John Fitzgerald Kennedy. Nel film in particolare viene duramente contestata la teoria dell'attentatore solitario, approvata dalla commissione Warren. Il film creò grande attesa e un conseguente scandalo al momento dell'uscita, riuscendo a ottenere un grande successo di critica e di pubblico, e vincendo due Oscar (fotografia e montaggio) su 8 nomination.
Nel 1993 Stone dirige il terzo film della trilogia sul Vietnam: Tra cielo e terra, anche stavolta ottiene un grande successo, la pellicola tuttavia viene meno premiata e incassa meno delle due precedenti.
L'anno seguente è la volta di uno dei film più discussi di Stone: Assassini nati - Natural Born Killers. La sceneggiatura originale del film (con il titolo di Thrill Killers) fu venduta, per 400.000 dollari, dal regista Quentin Tarantino (all'epoca ancora agli esordi). Dopo una prima lettura Stone decise di modificarla completamente lasciando soltanto pochi dialoghi di quelli originali e il nome di alcuni personaggi, e modificando il titolo in Natural Born Killers), questo perché gli era venuta l'idea di fare un film in cui i temi centrali fossero la violenza e i media. Ciò causò un conflitto tra i due registi, si dice anche che la controversia abbia scatenato una rissa fra i due in un bar: Tarantino, offeso dallo stravolgimento della trama e soprattutto del finale, avrebbe colpito Stone con un pugno causandogli la frattura del setto nasale. Nonostante questo fatto negativo, Tarantino affermò più avanti che il pubblico avrebbe apprezzato il film in quanto, a suo parere, era il miglior lavoro di Stone. D'altra parte affermò anche che le forti polemiche tra i due lo avevano portato a non guardare mai per intero il film. In ogni caso Stone, stando alle regole contrattuali, non aveva commesso nulla di illegale. Il film di Stone uscì nelle sale nel 1994, stesso anno in cui Tarantino finì la realizzazione di Pulp Fiction con cui ottenne un immenso successo di critica e i pubblico. Pur di evitare che la critica paragonasse i due film (in quanto lo stesso Tarantino non si riconosceva più nella sceneggiatura, completamente modificata da Stone), il giovane regista rinviò l'uscita del suo Pulp Fiction di un mese in modo che non combaciasse con l'uscita di Assassini Nati.
Il film fu criticato da parte della stampa e dell'opinione pubblica a causa del contenuto esplicito di violenza che ne avrebbe lasciato in secondo piano il messaggio di forte critica, che pure è evidente nelle intenzioni dell'autore. Stone affermò comunque che, in Assassini nati la violenza viene "elaborata per avere un effetto satirico". La satira, come ebbe a dire Stone, è il mezzo migliore per spiegare il messaggio del film secondo il quale "viviamo in un'epoca in cui i media rincorrono la violenza", per cui per ogni delitto che si commette dovremmo farci una sorta di esame di coscienza e chiederci quanto non ne siamo parzialmente responsabili noi stessi, come soggetti, e come società. Stone disse anche di aver lavorato al film come un bambino che schizza colori su una tela: "Non mi sono auto censurato", portando avanti per tutta la pellicola tecniche e uno stile cinematografico innovativi. Ciò spiega la forma particolare con cui il film è stato realizzato e presentato e che ha fatto dire al suo produttore che questo è "il più grande film sperimentale mai realizzato". Tra le particolarità del film spicca un montaggio a tratti talmente veloce da lasciare alcuni fotogrammi o piccoli spezzoni come vere e proprie "immagini subliminali", oltre che a 3000 inquadrature differenti (un normale lungometraggio ne ha circa 700) portate avanti con cambi di pellicola che variano dagli 8mm sino ad arrivare ai 70mm, oltre che immagini alternate tra il bianco e nero, il colore e il cartone animato. Stone giustificò la particolarità e l'innovazione tecnica del film affermando di essersi ispirato a registi come David Lynch e Stanley Kubrick, in particolare ai loro film Eraserhead - La mente che cancella e Arancia meccanica. A lavoro ultimato e con il film nelle sale, gli incassi negli Stati Uniti furono di $50 282 766 e nel solo week-end d'apertura incassò ben $11 166 687.
Nel 1995 riassume la vita e la presidenza di Richard Nixon nel film Gli intrighi del potere - Nixon. Tuttavia con questa pellicola Stone riceve un netto calo di consensi del pubblico, poiché molti si aspettavano nuovamente un film "polemico" e destinato a creare scandalo. Al contrario, la pellicola è incentrata sulla parte privata della vita del presidente, mentre la parte pubblica non aggiunge nulla di nuovo a tutto quello che il popolo americano già sapeva del più controverso tra i suoi leader. Dal punto di vista della critica il film è accolto molto bene e riceve diversi premi. Riceve anche 4 nomination agli Oscar, tra cui quella alla sceneggiatura originale proprio a Stone, senza però aggiudicarsi nessun premio.
Il successivo U Turn - Inversione di marcia è basato su un romanzo di John Ridley ed è ambientato in un'America provinciale e culturalmente arretrata. Al momento dell'uscita il film viene accolto freddamente dalla critica e al botteghino si rivela un flop incassando appena 6 milioni di dollari, a fronte di una spesa di 19 milioni. Per questo film Stone riceve una nomination ai Razzie Awards come peggior regista.
Nel 1999 esce Ogni maledetta domenica - Any Given Sunday, ambientato nel controverso mondo del football americano. A differenza del precedente lavoro il film incassa bene, superando i 100 milioni di dollari. Tuttavia anche in questo caso la stampa non risparmia critiche alla pellicola.

### Anni duemila

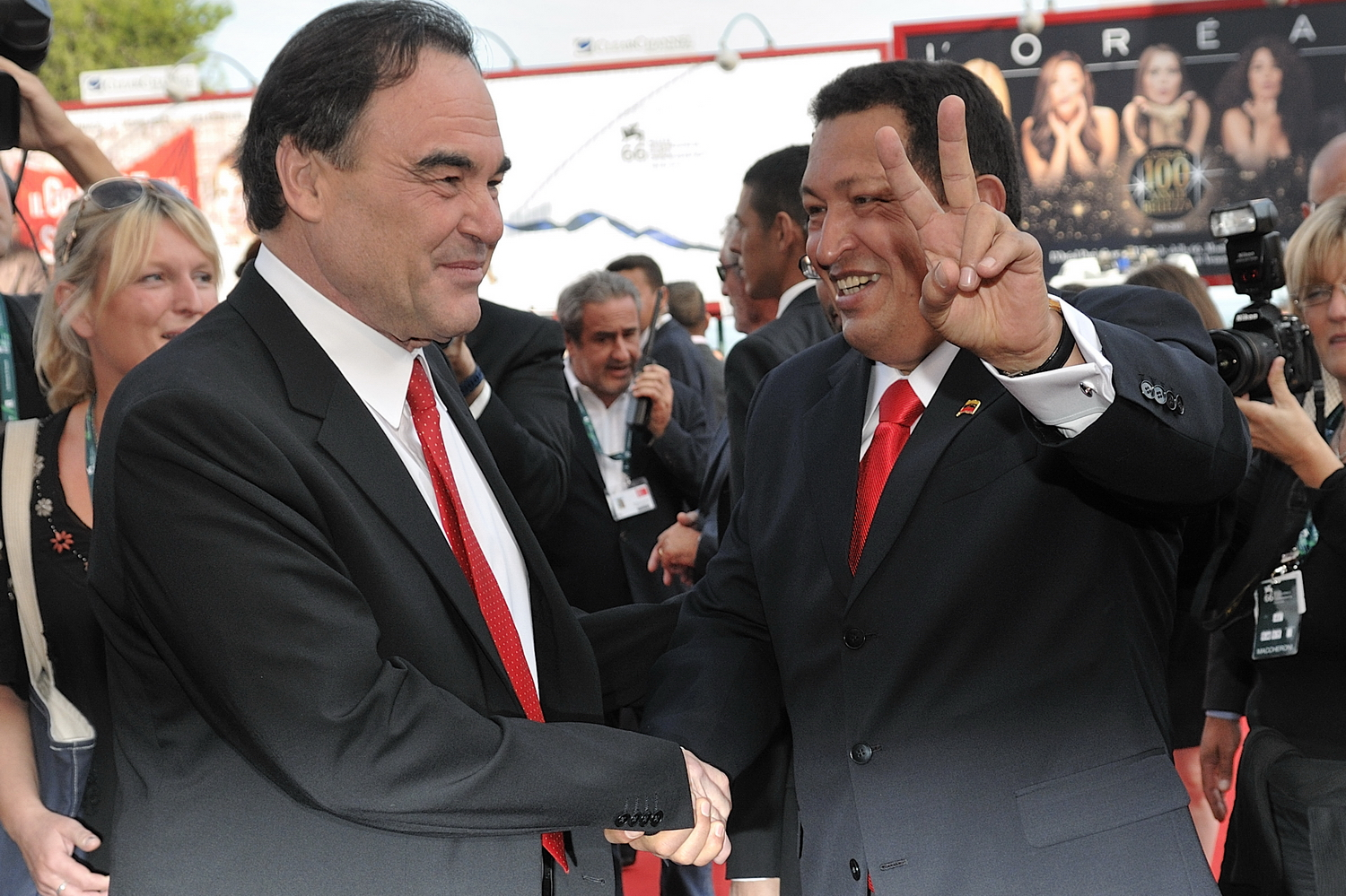
Oliver Stone e Hugo Chávez, al Festival di Venezia del 2009

Tra il 2003 e il 2004 riesce a intervistare due volte Fidel Castro, il Líder Máximo di Cuba. Le due interviste, e l'amicizia personale tra i due nata da questi colloqui, vengono riassunti nei due apprezzati documentari Comandante e Looking for Fidel. Al 2003 risale anche un altro documentario: Persona non grata , sul conflitto arabo-israeliano in Palestina.
Nel 2004 esce nelle sale il criticatissimo Alexander. Il film si rivela il più costoso della carriera del regista con una spesa di 155.000.000 e, nonostante un buon incasso che consente ai produttori di rientrare della spesa, la pellicola viene letteralmente fatta a pezzi dalla critica e riceve addirittura 6 nomine ai Razzie Awards, tra cui quella per il peggior regista.
Nel 2006 Stone racconta uno dei fatti più tragici degli ultimi anni, gli attentati dell'11 settembre 2001, nel suo film World Trade Center. Con questa pellicola Stone interrompe la parabola discendente, ottenendo ottime critiche e un alto incasso dal pubblico.
Nel 2008 dirige il terzo film sui presidenti americani W., in cui viene mostrata la vita e la presidenza di George W. Bush. Anche in questo caso la pellicola suscita grande scalpore poiché il presidente viene dipinto senza mezzi termini come un uomo assai superficiale e a tratti perfino meschino, affetto da megalomania e dal terrore del confronto con il padre; vengono inoltre rappresentate le sue gravi lacune in fatto di cultura e di linguaggio (fenomeno noto come bushismo). Il film è stato bandito in molti paesi appartenenti al blocco filo-americano. Anche in Italia il film è stato rimosso dal calendario del Festa del Cinema di Roma e presentato in sostituzione al London Film Festival. L'anno seguente Stone realizza un altro controverso ma apprezzato documentario dal titolo A sud del confine che parla della ricomparsa in molti paesi del Sud America di governi socialisti democraticamente eletti. In particolare viene trattata la figura di Hugo Chávez.
Nel 2010, a distanza di 23 anni, Stone riprende personaggi e ambientazione di Wall Street e dirige il primo seguito della sua carriera Wall Street - Il denaro non dorme mai. La pellicola viene accolta in modo misto dalla critica ed è generalmente giudicata inferiore alla precedente.

### Anni duemila e dieci
Nel 2012 Oliver Stone torna sul tema della violenza in Le belve (Savages), interpretato da Blake Lively. Questa volta la critica non sarà diretta ai media e ai mezzi di informazione, come avvenuto Assassini nati - Natural Born Killers, bensì alle forze dell'ordine e alle amministrazioni americane che, secondo il regista, al posto di vincere il problema del traffico illegale di droghe, fanno in modo di spostare il problema al confine con il Messico.
Nel 2016 dirige il film Snowden, film biografico incentrato sull'informatico Edward Snowden e sulle sue rivelazioni sul controllo di massa. La pellicola ha per protagonista l'attore Joseph Gordon-Levitt. Nel 2017 viene mandata in onda la miniserie televisiva in quattro puntate, diretta da Oliver Stone, The Putin Interviews, incentrata su una lunga intervista biografica al presidente russo Vladimir Putin.

## Vita privata
Oliver Stone si è sposato la prima volta il 22 maggio 1971 con Najwa Sarkis. La coppia non ha avuto figli e il matrimonio è terminato con il divorzio il 10 maggio 1977. Il 6 giugno 1981 Stone si è risposato con Elizabeth Burkit Cox e la coppia ha avuto due figli: Sean Stone, nato il 29 dicembre 1984, e Michael Jack Stone, nato nel 1991. Il matrimonio è terminato il 7 gennaio 1993. Stone è risposato una terza volta il 16 gennaio 1996 con Sun-jung Jung da cui ha avuto la figlia Tara, nata nel 1995.
Nel 1999 Oliver Stone è stato arrestato per la seconda volta per guida in stato di ebbrezza e possesso di hashish e dovette partecipare a un programma di riabilitazione. Nella notte del 27 maggio 2005 è stato nuovamente arrestato a Los Angeles per possesso di una droga illegale, guida sotto l'effetto di stupefacenti e possesso di altre droghe. È stato rilasciato il giorno dopo con una cauzione di 15.000 dollari.
Sebbene educato nella religione protestante, Oliver Stone si dichiara di fede buddista.

## Posizioni politiche
Stone è stato descritto come politicamente orientato a sinistra. Ha attirato l'attenzione anche per le sue opinioni su leader mondiali controversi come Adolf Hitler, Iosif Stalin, Hugo Chávez e Vladimir Putin. Nella miniserie The Putin Interviews, Stone ha definito Stalin "il più famoso cattivo della storia, accanto ad Adolf [Hitler]", aggiungendo che "ha lasciato una reputazione orribile e ha macchiato l'ideologia [comunista] per sempre... mescolandola con il sangue e il terrore". Stone ha sostenuto le opere dell'autore e critico della politica estera statunitense William Blum, affermando che i suoi libri dovrebbero essere insegnati nelle scuole e nelle università.
Alle elezioni primarie del Partito Democratico del 1992 ha appoggiato Jerry Brown, con cui è stato eletto delegato al congresso del partito. È stato inoltre uno dei relatori durante la convention democratica di quell'anno. In seguito, ha dichiarato il proprio sostegno alla presidenza di Barack Obama, che ha poi criticato aspramente, accusandolo di aver preso decisioni in ambito militare persino più disastrose di quelle di George W. Bush e di aver creato "... il più massiccio stato di sorveglianza globale mai visto, ben oltre quello della Stasi della [Germania dell'Est]". Nel 2016, a Roma, durante la presentazione del film Snowden, ha affermato che negli Stati Uniti "siamo tutti schedati e qualsiasi forma di protesta potrebbe essere negata".
Durante le elezioni presidenziali del 2016 ha manifestato il suo sostegno verso il candidato Bernie Sanders, escluso dalla corsa alla Casa Bianca.

## Filmografia parziale

### Regista

#### Cinema
- Last Year in Viet Nam - cortometraggio (1971)
- La regina del male (Seizure) (1974)
- Mad Man of Martinique - cortometraggio (1979)
- La mano (The Hand) (1981)
- Salvador (1986)
- Platoon (1986)
- Wall Street (1987)
- Talk Radio (1988)
- Nato il quattro luglio (Born on the Fourth of July) (1989)
- The Doors (1991)
- JFK - Un caso ancora aperto (JFK) (1991)
- Tra cielo e terra (Heaven & Earth) (1993)
- Assassini nati - Natural Born Killers (Natural Born Killers) (1994)
- Gli intrighi del potere - Nixon (Nixon) (1995)
- U Turn - Inversione di marcia (U Turn) (1997)
- Ogni maledetta domenica - Any Given Sunday (Any Given Sunday) (1999)
- Comandante - documentario (2003)
- Persona non grata - documentario (2003)
- Alexander (2004)
- Looking for Fidel - documentario (2004)
- World Trade Center (2006)
- W. (2008)
- A sud del confine (South of the Border) - documentario (2009)
- Wall Street - Il denaro non dorme mai (Wall Street: Money Never Sleeps) (2010)
- Le belve (Savages) (2012)
- Snowden (2016)
- JFK Revisited: Through the Looking Glass - documentario (2021)
- Nuclear Now - documentario (2022)

#### Televisione
- Oliver Stone - USA, la storia mai raccontata (The Untold History of the United States) – miniserie TV (2012-2013)
- The Putin Interviews – miniserie TV (2017)

### Attore
- The Battle of Love's Return, regia di Lloyd Kaufman (1971)
- La mano (The Hand), regia di Oliver Stone (1981)
- Platoon, regia di Oliver Stone (1986)
- Wall Street, regia di Oliver Stone (1987)
- Nato il quattro luglio (Born on the Fourth of July), regia di Oliver Stone (1989)
- The Doors, regia di Oliver Stone (1991)
- Dave - Presidente per un giorno, regia di Ivan Reitman (1993) - Oliver Stone
- Gli intrighi del potere - Nixon (Nixon), regia di Oliver Stone (1995)
- Ogni maledetta domenica - Any Given Sunday (Any Given Sunday), regia di Oliver Stone (1999)
- Comandante, regia di Oliver Stone (2003) - documentario
- Persona non grata, regia di Oliver Stone - documentario (2003)
- Looking for Fidel, regia di Oliver Stone - documentario (2004)
- Torrente 3: El protector, regia di Santiago Segura (2005)
- Wall Street - Il denaro non dorme mai, regia di Oliver Stone (2010)
- Greystone Park, regia di Sean Ali Stone (2012)

### Produttore
- Sugar Cookies, regia di Theodore Gershuny (1973)
- Salvador, regia di Oliver Stone (1986)
- Nato il quattro luglio (Born on the Fourth of July), regia di Oliver Stone (1989)
- Ukraine on Fire, regia di Igor Lopatonok - documentario (2016)
- Revealing Ukraine, regia di Igor Lopatonok - documentario (2019)

### Sceneggiatore
- Last Year in Viet Nam, regia di Oliver Stone - cortometraggio (1971)
- La regina del male (Seizure), regia di Oliver Stone (1974)
- Fuga di mezzanotte (Midnight Express), regia di Alan Parker (1978)
- La mano (The Hand), regia di Oliver Stone (1981)
- Conan il barbaro (Conan the Barbarian), regia di John Milius (1982)
- Scarface, regia di Brian De Palma (1983)
- L'anno del dragone (Year of the Dragon), regia di Michael Cimino (1985)
- Salvador, regia di Oliver Stone (1986)
- 8 milioni di modi per morire (8 Million Ways to Die), regia di Hal Ashby (1986)
- Platoon, regia di Oliver Stone (1986)
- Wall Street, regia di Oliver Stone (1987)
- Talk Radio, regia di Oliver Stone (1988)
- Nato il quattro luglio (Born on the Fourth of July), regia di Oliver Stone (1989)
- The Doors, regia di Oliver Stone (1991)
- JFK - Un caso ancora aperto (JFK), regia di Oliver Stone (1991)
- Tra cielo e terra (Heaven & Earth), regia di Oliver Stone (1993)
- Assassini nati - Natural Born Killers (Natural Born Killers), regia di Oliver Stone (1994)
- Gli intrighi del potere - Nixon (Nixon), regia di Oliver Stone (1995)
- Evita, regia di Alan Parker (1996)
- Ogni maledetta domenica - Any Given Sunday (Any Given Sunday), regia di Oliver Stone (1999)
- Comandante, regia di Oliver Stone - documentario (2003)
- Looking for Fidel, regia di Oliver Stone - documentario (2004)
- Alexander, regia di Oliver Stone (2004)
- Le belve (Savages), regia di Oliver Stone (2012)
- Snowden, regia di Oliver Stone (2016)

## Riconoscimenti
- Premio Oscar
  - 1979 – Migliore sceneggiatura non originale per Fuga di mezzanotte
  - 1987 – Miglior regista per Platoon
  - 1987 – Candidatura alla migliore sceneggiatura originale per Platoon
  - 1987 – Candidatura alla migliore sceneggiatura originale per Salvador
  - 1990 – Candidatura al miglior film per Nato il quattro luglio
  - 1990 – Miglior regista per Nato il quattro luglio
  - 1990 – Candidatura alla migliore sceneggiatura non originale per Nato il quattro luglio
  - 1992 – Candidatura al miglior film per JFK - Un caso ancora aperto
  - 1992 – Candidatura al miglior regista per JFK - un caso ancora aperto
  - 1992 – Candidatura alla migliore sceneggiatura non originale per JFK - un caso ancora aperto
  - 1996 – Candidatura alla migliore sceneggiatura originale per Gli intrighi del potere - Nixon

- Golden Globe
  - 1979 – Migliore sceneggiatura per Fuga di mezzanotte
  - 1987 – Miglior regista per Platoon
  - 1987 – Candidatura alla migliore sceneggiatura per Platoon
  - 1990 – Miglior regista per Nato il quattro luglio
  - 1990 – Migliore sceneggiatura per Nato il quattro luglio
  - 1992 – Miglior regista per JFK - Un caso ancora aperto
  - 1992 – Candidatura alla migliore sceneggiatura per JFK - Un caso ancora aperto
  - 1995 – Candidatura al miglior regista per Assassini nati - Natural Born Killers

- BAFTA
  - 1987 – Miglior regista per Platoon

- Directors Guild of America Award
  - 1987 – Miglior regista per Platoon
  - 1990 – Miglior regista per Nato il quattro luglio
  - 1992 – Candidatura al miglior regista per JFK - Un caso ancora aperto

- Independent Spirit Awards
  - 1987 – Miglior regista per Platoon
  - 1987 – Miglior sceneggiatura per Platoon
  - 1987 – Candidatura al miglior regista per Salvador
  - 1987 – Candidatura alla miglior sceneggiatura per Salvador